# Заветное (Ставропольский край)
Заве́тное — село в составе Кочубеевского района (муниципального округа) Ставропольского края России.

## Географическое положение
Расположено на реке Овечка, в 43 км к юго-западу от краевого центра и 17 км к северо-западу от районного центра.

## Этимология
Прежде этот населённый пункт назывался Овечка — по названию расположенной поблизости от него железнодорожной станции. Существует версия, что появление данного топонима могло быть связано с деятельностью местных землевладельцев, купцов Меснянкиных, одной из статей дохода которых являлось овцеводство. Современное наименование села (Заветное), по мнению ставропольского краеведа В. Л. Гаазова, «связано с советской властью, заветами вождя мирового пролетариата».

## История
Возникновение села связано с 1864 годом (этот год также считается датой основания Заветного), когда на берегах Овечки поселились первые крестьяне-однодворцы, прибывшие из Малороссии и южных губерний Российской империи (по некоторым сведениям, большая их часть осела здесь в 1875 году). После окончания Кавказской войны эти земли были пожалованы Боровецким, Боровским, Сеножоку и другим. С началом строительства Владикавказской железной дороги земельные участки в районе Овечки, где потом образовалось село Заветное, были приобретены Меснянкиными, Абраменко и Карпенко.
В 1875 году поблизости от усадьбы купца Порфирия Меснянкина была построена железнодорожная станция Николаевская (с 1900 года — Овечка). В дореволюционных источниках имеются сведения о существовании при ней пяти «хуторов Овечкинских». По состоянию на 1901 год эти хутора в административном отношении входили в состав Казьминской волости Баталпашинского отдела Кубанской области. К указанному году общая численность их населения составила 1,2 тысячи человек.
В 1919 году на землях Порфирия Меснянкина обосновались немецкие колонисты из села Великокняжеского, образовавшие поселение Новая Надежда в количестве 70 дворов (ныне на его месте находится улица Кочубея села Заветного). С приходом советской власти земельные участки, принадлежавшие Меснянкиным и другим купцам, были конфискованы. В дальнейшем на них появились коммуны и новые крестьянские хутора: Буревестник (основан в 1921 году), Орёл (основан в 1923 году), Заветный (основан в 1924 году), Павловский, Курганный, Красин.
В 1920 году при станции Овечка открылась школа, где первоначально обучалось 12 детей. В 1921 году образован Овечкинский сельский совет Либкнехтовского района (с 1958 года — Заветненский сельский совет Кочубеевского района).
В 1924 году расположенные вокруг станции Овечка населённые пункты Новая Надежда, Буревестник (ныне — улица Горького), Орёл (ныне — улица Коллективная), Заветный (ныне — улица Широкая), Красин, по инициативе их жителей были объединены в село, впоследствии названное Заветным.
20 августа 1942 года село было захвачено гитлеровцами. Во второй половине декабря того же года немцы привезли сюда 25 раненых советских военнослужащих. В течение 35 дней военнопленные проходили лечение в госпитале, организованном врачом Василием Васильевичем Ивановым вместе с заведующим хозяйством сельской больницы Михаилом Захаровичем Ермаковым и ещё несколькими медицинскими работниками. Затем раненых забрали с собой бойцы Красной армии, освободившие село.
В 1955 году из колхозов «Ленинский путь» и «Путь коммунизма» был образован колхоз им. Ленина (позднее у села был уставлен памятник этому политическому и государственному деятелю). В 1959 году в нём числилось 78 тракторов, 64 автомашины, 42 зерновых и 19 силосных и свекольных комбайнов. К началу 1970-х годов территория колхоза составляла 11 тыс. га, а его машинно-тракторный парк включал 62 трактора, 33 автомашины, 14 комбайнов и другую сельскохозяйственную технику. В 1990-е годы колхоз им. Ленина был преобразован в АО «Заветное», а затем в СПК колхоз им. Ленина.
В 1962 году село (на тот момент оно представляло собой группу хуторов, самым крупным из которых являлся Заветный) получило название Заветное. Решением Ставропольского краевого совета от 6 июня 1969 года село Заветное и хутор Весёлый Кочубеевского района, как фактически слившиеся между собой, были объединены в один населённый пункт — село Заветное.
Начиная с середины 1960-х годов в селе были построены многоэтажных жилые дома, Дом культуры, спортивный зал, детский сад, общеобразовательная школа, школа-интернат, больница и почта, а также организована зона отдыха для работников колхоза им. Ленина, включавшая парк с аллеями, пруд с пляжем и стадион. К началу 1970-х годов дома и улицы Заветного были электрифицированы, жители обеспечены водоснабжением, в 560 квартирах имелись газовые установки.
В 1971 году в сельском Доме культуры открылся народный музей с комнатой боевой славы, в фонд которого вошли документы и экспонаты, рассказывающие об истории села.
До 16 марта 2020 года село было административным центром упразднённого Заветненского сельсовета.

## Население
| 1989 | 2002  | 2010  | 2014  | 2021  |
| ---- | ----- | ----- | ----- | ----- |
| 3543 | ↗3863 | ↗3998 | ↘3900 | ↘3751 |

## Образование
- Детский сад № 10
- Средняя общеобразовательная школа № 14

## Кладбища
В границах села расположены три общественных кладбища — закрытое, площадью 6000 м², и два открытых, площадью 10 000 м² и 6000 м².

## Памятники
В Едином государственном реестре объектов культурного наследия (памятников истории и культуры) народов Российской Федерации и на портале «Культурное наследие» (закрыт в 2017 году) зарегистрированы следующие памятники, находящиеся на территории Заветного:
| Номер п/п | Наименование                                                                  | Дата создания | Местонахождение             | Статус и номер в реестре                                                                       |
| --------- | ----------------------------------------------------------------------------- | ------------- | --------------------------- | ---------------------------------------------------------------------------------------------- |
| 1.        | Памятник Герою Советского Союза Вишневскому М. Г.                             | 1967          | ул. Баркова, 11а            | Объект культурного наследия народов РФ регионального значения. Рег. № 261710893320005 (ЕГРОКН) |
| 2.        | Памятник «Трактор» — трактористам, проложившим первую колхозную борозду       | 1968          | над автострадой Ростов—Баку | Объект культурного наследия народов РФ регионального значения. Рег. № 261610492500005 (ЕГРОКН) |
| 3.        | Братская могила советских воинов, погибших в годы Великой Отечественной войны | 1943          | на площади                  | Объект культурного наследия народов РФ регионального значения. Рег. № 261510207840005 (ЕГРОКН) |

В начале Великой Отечественной войны на фронт ушли примерно 350 жителей села Заветное, из них более 120 не вернулись домой. В память о погибших, на площади у здания Дворца культуры был построен мемориал (с 1981 года — памятник истории местного значения), включающий Братскую могилу советских воинов, и памятник Герою Советского Союза Михаилу Григорьевичу Вишневскому.
В 1968 году у въезда в село был возведён памятник «Трактор, установленный в честь трактористов, проложивших первую колхозную борозду» (с 1981 года — памятник истории местного значения). Памятник представляет собой трактор ХТЗ на постаменте, к лицевой стороне цоколя которого прикреплена мраморная плита с выгравированной на ней надписью: «Трактористам, проложившим первую борозду, товарищам Байбарак Максиму Денисовичу, Шевченко Николаю Семёновичу, Санько Павлу Савельевичу, Дзюба Гаврилу Емельяновичу». Участники гражданской войны Байбарак, Шевченко, Санько и Дзюба были одними из организаторов коммуны в Заветном. Впоследствии они приобрели в городе Пятигорске трактор Fordson и стали первыми сельскими трактористами. После окончания Великой Отечественной войны в село вернулись только Максим Байбарак и Николай Шевченко (Павел Санько и Гаврил Дзюба погибли на фронте). Н. С. Шевченко работал бригадиром полеводческой бригады, затем главным инженером в колхозе; М. Д. Байбарак возглавлял Богословскую МТС.